# Кокун торањ
Моде Гакуен Кокун торањ (јап. モード学園コクーンタワー) или Кокун торањ је небодер у дистрикту Ниши-Шинџуку округа Шинџуку, Токио, Јапан. Висок је 204 метра и 50 спратова. Године 2008. је добио награду за небодер године.